# Кристијан Себаљос
Кристијан Себаљос Прието (шп. Cristian Ceballos Prieto; 3. децембар 1992, Сантандер, Шпанија) је шпански фудбалер.